# Kavaljerparlamentet
Kavaljerparlamentet (Cavalier Parliament) i England varade från 8 maj 1661 till 24 januari 1679. Det följde på konventsparlamentet. Det varade i över 17 år av Karl II av Englands kvartssekellånga styre. Liksom dess föregångare var det till övervägande del rojalistiskt och är också känt som "pensionsparlamentet" (Pensionary Parliament) för de många pensioner det beviljade till kungens anhängare.
Kavaljerparlamentet antog Clarendon Code, som inkluderade
- korporationsakten (Corporation Act)
- uniformitetsakten (Act of Uniformity)
- konventikelakten (Conventicle Act)
- Five Mile Act

I januari 1661 ledde femte monarkins män en följd av revolter under ledning av Vavasor Powell och Thomas Venner. Dessa uppror sattes igång som ett föregripande av att Jesus skulle anlända för att göra anspråk på tronen.
1662 antogs en Act of Settlement efter att armén demobiliserats. Denna akt syftade till att hjälpa lokala myndigheter att klara av stora mängder före detta soldater.
Licensing Act of 1662 antogs för att reglera boktryckandet och förhindra tryckande av uppviglande böcker.
1667 ställdes Clarendon inför riksrätt och dömdes till landsförvisning.
Samma år:
- Började en begynnelse till det som nu kallas ett kabinettssystem att framträda inom regeringen.
- Kom cabalministären bestående av Clifford, Arlington, Buckingham, Ashley och Lauderdale att få makt.
- Grupperingar i ett "partipolitiskt" system polariserades mellan "hovets" anhängare (rojalister) och "landets" anhängare (parlamentariker) kan tydligt ses som föregångare till Tory- och Whig-partierna.

I mars 1672 utfärdade Karl II indulgensförklaringen som syftade till religiös tolerans mot nonkonformistiska protestanter och katoliker. Parlamentet tvingade kungen att dra tillbaka deklaration året därpå. 1673 antogs en testakt som krävde att alla som innehade ämbeten skulle svära en ed och avsvärja transsubstantiationsläran och ta nattvarden i Church of England. Efter den påstådda "papistiska komplotten" (Popish Plot) i september 1678 antogs en akt för att utesluta katoliker från parlamentet.
24 januari 1679 upplöstes slutligen det till synes ändlösa kavaljerparlamentet. Några veckor senare, den 6 mars, samlades ett nytt parlament, men det prorogerades innan det kunde börja arbeta.